# Pluie d'enfer
Cet article concerne le film de Mikael Salomon. Pour l'album de Bob Dylan, voir Hard Rain.
Pour les articles homonymes, voir Hard Rain et Alerte météo.
Pour plus de détails, voir Fiche technique et Distribution.
Pluie d'enfer ou Alerte météo au Québec (Hard Rain) est un film d'action multinational réalisé par Mikael Salomon et sorti en 1998.

## Synopsis
Les habitants de la petite ville de Huntingburg dans l'Indiana ont été évacués à cause d'un barrage. Celui-ci est sur le point de céder sous la pression de pluies diluviennes. En ville, il ne reste plus que quelques habitants récalcitrants ainsi que le shérif Mike Collig (dont le mandat touche à sa fin) et ses adjoints. Charlie, convoyeur de fonds en fin de carrière, fait équipe avec son neveu Tom, en poste depuis seulement deux mois. Durant leur tournée, ils se retrouvent bloqués par l'inondation alors que la ville est quasiment vide et que les secours peinent à accéder à la zone. Ils sont alors attaqués par un certain Jim et son équipe composée de Kenny, M. Mehlor et Ray. Le vieillissant Charlie est abattu alors que Tom parvient à cacher l'argent. Les braqueurs se lancent à sa poursuite. Alors que l'argent attire la convoitise des rares personnes restées sur place, Tom va pouvoir compter sur l'aide de Karen.

## Fiche technique
- Titre : Pluie d'enfer
- Titre québécois : Alerte météo
- Titre original : Hard Rain
- Titre japonais : Flood
- Réalisateur : Mikael Salomon
- Scénario : Graham Yost
- Musique : Christopher Young
- Direction artistique : J. Michael Riva (production designer) ; David F. Klassen (supervision), Richard F. Mays
- Décors : Ronald R. Reiss
- Costumes : Kathleen Detoro
- Photographie : Peter Menzies Jr.
- Montage : Amnon David, Paul Hirsch et Gillian L. Hutshing
- Production : Ian Bryce, Mark Gordon, Gary Levinsohn et Art Levinson ; Allison Lyon Segan (exécutif)
- Société de production : Paramount Pictures, BBC, H2L Media Group, Marubeni, Mutual Film Company, PolyGram Filmed Entertainment, Stargate Studios, TMG, Toho-Towa, UGC
- Société de distribution : Paramount Pictures, UGC Fox Distribution (France)
- Pays de production :  États-Unis,  Royaume-Uni,  Danemark,  France,  Allemagne,  Japon,  Nouvelle-Zélande
- Langue originale : anglais
- Budget : 70 millions de dollars[1]
- Format : Couleur (DeLuxe) - 35 mm - 2,35:1 - son Dolby numérique / DTS
- Genre : Catastrophe, action et thriller
- Durée : 97 minutes
- Dates de sortie :
  - États-Unis : 16 janvier 1998
  - Royaume-Uni : 3 avril 1998
  - Allemagne : 8 avril 1998
  - Belgique : 29 avril 1998
  - France : 6 mai 1998
  - Danemark : 29 mai 1998
  - Japon : 5 septembre 1998

 Sauf indication contraire, les informations mentionnées dans cette section peuvent être confirmées par la base de données cinématographiques IMDb,  présente dans la section « Liens externes ».

## Distribution
- Christian Slater (VF : Philippe Vincent ; VQ : Pierre Auger) : Tom
- Morgan Freeman (VF : Benoît Allemane ; VQ : Guy Nadon) : Jim
- Randy Quaid (VF : Gilbert Lévy ; VQ : Mario Desmarais) : le shérif Mike Collins
- Minnie Driver (VF : Annie Milon ; VQ : Élise Bertrand) : Karen
- Edward Asner (VF : Mario Santini ; VQ : Claude Préfontaine) : Oncle Charlie
- Michael A. Goorjian : Kenny
- Dann Florek (VF : Philippe Peythieu) : M. Mehlor
- Ricky Harris (VF : Lucien Jean-Baptiste) : Ray
- Mark Rolston (VF : Gilles Guillot) : Wayne Bryce
- Peter Murnik (VF : Mathias Kozlowski) : Phil
- Wayne Duvall (VF : Pierre Tessier) : Hank
- Richard A. Dysart (VF : Pierre Baton ; VQ : Hubert Fielden) : Henry Sears
- Betty White (VF : Régine Blaëss) : Doreen Sears
- Ray Baker : le maire

## Production
Scénariste du film, Graham Yost a révélé que le producteur Mark Gordon avait un temps imaginé ce script comme une potentielle idée pour une suite à Speed (1994). Mais l'intrigue est jugée trop éloignée du premier film.
Le projet a été proposé à John Woo, qui préfère finalement tourner Volte-face. Sam Raimi sera un temps envisagé. Mikael Salomon est finalement choisi par le studio principalement pour son expérience des tournages aquatiques notamment celui d'Abyss de James Cameron sur lequel il était directeur de la photographie.
Le film s'intitulait initialement The Flood (« L'inondation » en français). Une première bande-annonce portant ce titre est diffusée en 1997. Cependant, le studio veut accentuer l'aspect thriller et action du film, tout en se démarquant des films catastrophes sortis peu de temps avant comme Twister et Le Pic de Dante. Le titre retenu sera alors Hard Rain.
Le tournage a lieu d'août 1996 à janvier 1997. Il se déroule à Huntingburg dans l'Indiana (où se déroule l'intrigue), ainsi qu'à Palmdale en Californie et Etobicoke à Toronto

## Accueil

### Box-office
| Pays ou région     | Box-office      | Date d'arrêt du box-office | Nombre de semaines |
| ------------------ | --------------- | -------------------------- | ------------------ |
| États-Unis, Canada | 19 870 567 $    | -                          | -                  |
| France             | 135 812 entrées | -                          | -                  |
| Total mondial      | 26 710 070 $    |                            |                    |